# إسكيل ماجنوسون
إسكيل ماجنوسون هو كاتب وسياسي سويدي، ولد في 1175، وتوفي في 1227.